# NGC 2799
NGC 2799 é uma galáxia espiral barrada (SBm) localizada na direcção da constelação de Lynx. Possui uma declinação de +41° 59' 38" e uma ascensão recta de 9 horas, 17 minutos e 31,0 segundos.
A galáxia NGC 2799 foi descoberta em 9 de Março de 1874 por Ralph Copeland.